# Partido Comunista de Castilla-La Mancha
El Partido Comunista de Castilla-La Mancha (PCCM) es la organización regional del Partido Comunista de España (PCE) en Castilla-La Mancha.
Actualmente forma parte de Izquierda Unida de Castilla-La Mancha y su referente juvenil es la Juventud Comunista de Castilla-La Mancha. El partido participó en la campaña de recogida de firmas en defensa de un "Proceso Constituyente" y de la convocatoria de un referéndum para poder elegir entre Monarquía o República.

## Historia
En 1978 se celebra el IX Congreso del PCE, donde se aprueba pasar de una estructura celular (división sectorial en centros de trabajo y estudio) a una territorial. De esta manera nacen las Federaciones del PCE, entre ellas el Partido Comunista de Castilla-La Mancha, que es la federación castellanomanchega. Tras las elecciones municipales de 1979, el PCCM obtiene representación en multitud de ayuntamientos.
En 1986, el PCE junto a otras fuerzas políticas como IR y el PCPE, acuerdan e impulsan la creación de la coalición electoral de Izquierda Unida (IU). En la región castellanomanchega, el PCE participó en la creación de la federación Izquierda Unida de Castilla-La Mancha, siendo Pedro Pablo Novillo secretario regional del PCE.
Durante la década de 1990, varios dirigentes del PCCM incluyendo su secretario regional dimitieron de sus cargos en el Comité Regional, en señal de protesta por la intención de Julio Anguita de mantener al PCE activo dentro de IU, ya que defendían su disolución. Tras las elecciones generales de 1996, fue elegido por primera vez un diputado de IU por la circunscripción de Albacete, el exdirigente del PCCM, José Molina, quien se integraría en el PSOE tras la expulsión de Nueva Izquierda de la organización.
El Partido Comunista de Castilla-La Mancha tuvo que recaudar fondos y entregar locales como aval para hacer frente a las denuncias de Francisco Hernando, conocido como Paco El Pocero, un constructor que se había querellado contra el alcalde de Seseña, Manuel Fuentes, de IU, por denunciar la corrupción en su localidad en un artículo titulado "El Mago del ladrillo".
A finales de 2008 fue elegido Cayo Lara, dirigente del Partido Comunista de Castilla-La Mancha y campesino, como coordinador federal de IU, con el objetivo de lanzar la Refundación de la Izquierda. El nuevo dirigente de IU había sido alcalde de Argamasilla de Alba entre 1987 y 1999, y había estado en la lucha contra la corrupción en Seseña.
Encuadrado en el XVIII Congreso Federal del PCE, en Castilla-La Mancha y previa autorización del Comité Federal del Partido, el 17 de octubre de 2009 se celebró el VII Congreso Regional. El Congreso estuvo abierto a toda la militancia y simpatizantes, y en el mismo se renovó la dirección con el compromiso de la reconstrucción del PCE. En este Congreso fue elegido Secretario General Jorge Vega, en sustitución de Julián Brasero.
Desde la aprobación de la Ley de Memoria Histórica, el Partido Comunista de Castilla-La Mancha ha apoyado la exhumación de fosas comunes de víctimas de la Guerra Civil.
En julio de 2012 fallecía Julián Brasero, histórico dirigente del PCCM y concejal de IU en el Ayuntamiento de Fuensalida.
Algunos de sus líderes más destacados son: Jorge Vega Martín, Cayo Lara, Juan Ramón Crespo Aguilar y José Luis García Gascón.

## Secretarios Generales
| Período            | Secretario General  |
| ------------------ | ------------------- |
| Años 80-1995       | Pedro Pablo Novillo |
| desconocido - 2009 | Julián Brasero      |
| 2009 - actualidad  | Jorge Vega          |